# Джез Коулман
Джез Коулман (англ. Jaz Coleman; нар. 26 лютого 1960, Челтнем, Глостершир, Велика Британія) — англійський музикант, автор пісень, вокаліст і засновник пост-панк-гурту Killing Joke. Коулман — музикант широкогу спектру, співпрацював з багатьма музикантами, поза гуртом, в основному це були рок-музиканти і музиканти класичного жанру.

## Життєпис
Джез Коулман народився 26 лютого 1960 року в місті Челтнем, Велика Британія, в сім'ї учителів. Батько Коулмана — британець, мати — британка індійського, походження. З шести років Колман почав займатися музикою, граючи на фортепіано і скрипці, до сімнадцяти років навчався музиці в Челтнем-коледжі під керівництвом Еріка Колреджа і був учасником Addington Palace Choir. До десяти років він встиг виступити в усіх соборах Великої Британії і отримати найпрестижішну нагороду для хориста — Saint Nicholas Awards до чотирнадцяти років. Також отримав золоту медаль на Beath International Festival, Rex Watson Cup на Челтнемському міжнародному музичному фестивалі.

## Killing Joke
В 1979 році Джез Коулман, разом із барабанщиком Полом Фергюсоном заснували Killing Joke, маючи власні інтереси по музиці. У гурті Коулман став головним вокалістом і автором пісень гурту. Перший сингл, який назвали Almost Red, був виданий на кошти, позичені Коулманом у своєї дівчини. Гурт підписав контракт з лейблом Island Records і створює власний лейбл під назвою Malicious Damage, на якому вийшов сингл Wardance 1980 року. Потім гурт переходить на лейбл E.G. Records, на якому і випускалися багато ранніх робіт Killing Joke. Гурт створив власний стиль звучання пост-панк у поєднанні важкого жанру, панку і хеві-металу. З часом, у період з 1983 по 1986 роки, гурт ускладнював свій жанр в більш комерційну музику, вокал Коулмана стає легшим від жорсткого рику на початку гурту 1980-х років.

## Поза гуртом
Джаз Колуман, будучи вокалістом Killing Joke, цікавився крім рок-музики також різного спектру музикою. Це була музика різних народів світу і їхньої культури. В 1987 році Коулман проходить курси по музиці в Лейпцигу, НДР, а також у 1989 році в Каїрській консерваторії, результатом останньої поїздки став альбом Songs from the Victorious City — спільна робота з композиторкою Енн Дадлі, в записі якої взяли участь видатні інструменталісти з Каїру. В кінці 1989 року німецький диригент Клаус Тенстед вивчив ноти першої симфонії Коулмана, яка називалася Idavoll, і назвав автора новим Малером. В 1992 році Коулман проходить повне навчання по вивченню музики, приймає громадянство Нової Зеландії і стає там композитором-резидентом при Оклендській філармонії.